# Taalprofiel van Malawi
In Malawi worden 13 talen gesproken. Het Engels is de officiële taal, Chichewa is de nationale taal. Verder worden er 12 inheemse talen gesproken met hun verschillende dialecten: Tumbuka, Lomwe, Yao, Sena, Khokhola, Tonga, Ngoni, Nkhonde, Lambya, Sukwa, Nyakusa en Swahili.
Malawi is geografisch en cultureel gezien verbonden met het oosten van Zambia, het noorden van Mozambique en het zuiden van Tanzania. Deze buurlanden hebben bijgedragen aan de diversiteit aan etniciteiten en de daaraan verbonden linguïstiek van Malawi. De etniciteit is over het algemeen gelinkt aan de taal die men spreekt. Een Chewa spreekt Chichewa, een Tumbuka spreekt Tumbuka. Met uitzondering van het Engels zijn alle talen in Malawi Bantoetalen.
Tussen de 13e - en de 19e eeuw vestigden verschillende volken zich in Malawi: de Chewa, Tumbuka, Ngulube, Ngoni, Yao en Lomwe. De verschillende volken leefden vreedzaam met elkaar en de verschillende talen hadden gelijke posities ten opzichte van elkaar.
Met de komst van de missionarissen en door de invloed van president Hastings Kamuzu Banda werd Chichewa de meest machtige taal. De verschillende talen die in Malawi gesproken worden kunnen worden verdeeld in drie groepen:
- inheemse meerderheidstalen: Chewa, Lomwe, Yao, Tumbuka
- inheemse minderheidstalen: Sena, Khokhola, Ngulube, Tonga, Ngoni
- niet-inheemse talen: Swahili en Engels

Chichewa is de nationale lingua franca in heel Malawi, Tumbuka is de noordelijke regionale lingua franca. Binnen het onderwijs wordt uitsluitend Engels of Chichewa gesproken en onderwezen. Omdat bijna 90% van de Malawiërs geen Engels spreekt, zijn zij uitgesloten van het overheidsapparaat en het rechtssysteem.

## Meerderheidstalen
Chichewa
Vanaf 1968 wordt het Chichewa gebruikt als nationale taal in Malawi. Dit betekent bijvoorbeeld dat Chichewa gebruikt wordt voor de communicatie vanuit de overheid naar de bevolking toe, het onderwijs wordt over het algemeen in Chichewa gegeven en culturele uitingen zijn in Chichewa.
Het is de eerste taal voor 7 miljoen Malawiërs en voor 400.000 is Chichewa een tweede taal. Er zijn verschillende dialecten van Chichewa die het gevolg zijn van geografie, migraties en gebeurtenissen uit het verleden. De meest belangrijke dialecten van Chichewa in Malawi zijn Chewa, Nyanja en Mang’anja.
Tussen de 13e en 16e eeuw werd het centrale en zuidelijke deel van Malawi bewoond door Bantoebevolking. De Chichewa sprekers worden ook wel Maravi of Malawi genoemd. Het woord Maravi staat voor een etnische groep, of een deel daarvan. Oorspronkelijk komen de Chewa uit het oosten van het huidige Congo. Ze migreerden met de machtige leider Kalonga naar Malawi. Daar fuseerden ze met de oorspronkelijke bewoners. Tot na 1650 hadden de Maravi een machtig koninkrijk dat actief was in de ivoorhandel met de Portugezen in Mozambique en later de Arabieren aan de Oostkust. Door deze handel en een uitbreiding van het territorium van het machtige koninkrijk kwam het oostelijke deel van Zambia en het noordelijke deel van Mozambique onder de invloed van de Chewa te staan. In dit gebied werd het Chichewa een dominante taal.
Tumbuka
Tumbuka is een dominante etnische regionale lingua franca in het noorden van Malawi. Van 1947-1968 was het Tumbuka in het noorden van Malawi de taal voor radio en onderwijs totdat Dr. Banda alleen het Chichewa toeliet als lingua franca. Voor de meeste noorderlingen heeft het de status van tweede taal.
In Malawi spreken zo’n 940.000 mensen Tumbuka. De Tumbuka zijn onder leiding van verschillende leiders tussen de 14e en 16e eeuw vanuit Congo, via Tanzania getrokken naar het noorden van Malawi.
Yao
De Yao vormen de derde grootste etnische groep in Malawi. Ongeveer 1 miljoen mensen spreken Yao in Malawi. Oorspronkelijk waren de Yao langeafstandshandelaren uit Mozambique. Als gevolg van droogte en interne conflicten migreerden ze naar Malawi en kwamen tussen de Chewa terecht. Ze handelden met de Arabieren en Swahili in ivoor, slaven, kleding, sieraden en wapens. De Yao waren een militair machtig volk en agressieve handelaren. Ze domineerden de Chewa in hun gebied. Het langdurige contact met moslims beïnvloedde de Yao: het is een islamitisch volk en ze dragen Arabische kleding.
In gebieden met veel interactie met de Chewa (vooral huwelijken) namen zij de Chewa taal en cultuur over. Er zijn echter nog een aantal gebieden waar de Yao domineren en waar weinig integratie is met andere etnische groepen.
Lomwe
De Lomwe vormen de tweede grootste etnische groep. Lomwe wordt door 250000 mensen gesproken. Zij komen oorspronkelijk uit Mozambique en zijn rond 1760 naar Malawi getrokken. Door de interactie met de Yao en de Chewa vanwege de ivoorhandel, namen de Lomwe de Yao taal over. Ze namen de taal van de machtige Yao over, omdat dit economisch voordeel had en hen prestige gaf. De Lomwe zijn nooit dominant geweest in gedrag, ze onderwierpen zich aan hun meerdere. Deze positie zorgde ervoor dat zij hun taal en cultuur niet konden handhaven.
Engels
Tegenwoordig zijn er zo’n 16.000 sprekers van het Engels als eerste taal in Malawi. Het Engels is de laatste taal die Malawi binnenkwam via de Britten.
De eerste Brit in Malawi was David Livingstone en later zijn volgelingen. Om economische redenen en de missie van uitbreiding van het christendom vestigden zij zich in Malawi. De volgende groep van Europeanen zijn de pioniers van de Universities Mission to Central Africa, Livingstonia and Blantyre Missions, zij woonden langs het meer in 1875 en bij Blantyre. De latere groepen werden ‘planters’ genoemd –fortuinzoekers- ze gebruikten grote stukken land voor koffie- en theeplantages. Door deze economische veranderingen, in gang gezet door de Britten, kwam er een migratie op gang naar de steden. In de stad ontstond de behoefte aan interetnische communicatie met alle verschillende etniciteiten uit het gebied.
Tegenwoordig speelt het Engels een levendige rol in Malawi, maar deze rol kan niet vergeleken worden met de rol van Chichewa. Het Engels heeft vooral een functionele waarde. Engels als officiële taal betekent in Malawi dat er uitsluitend Engels gebruikt wordt in het overheidsapparaat, het rechtssysteem en in het hogere onderwijs.
Omdat maar weinig Malawiërs Engels beheersen, is er een elite gecreëerd die toegang heeft tot de overheid en het rechtssysteem. De meeste Malawiërs begrijpen geen Engels en zijn ongeschoold, een straatverkoper kan hoogstens een paar zinnen in het Engels roepen. Het Engels is dus zeer beperkt verspreid, maar vervuld wel een cruciale rol in de besturing van het land.
Engels wordt door de Malawiërs in het dagelijks leven gebruikt met code-switching en code-mixing.

## Minderheidstalen
Tonga
Het Tonga heeft 170.000 sprekers en is daarmee een minderheidstaal. De taal is vergelijkbaar in spraakkunst en woordenschat met het Tumbuka. De taal wordt in de noordelijke provincie, aan de westkant van Lake Malawi, gesproken.
Khokhola
Het Khokhola wordt gesproken door 200.000 Malawiërs, in het zuidoosten van Malawi.
Ngulube groep: Ngonde, Nyakusa, Lambya, Nyiha, Sukwa, Ndali en Mambwe
Deze groep van minderheden komt oorspronkelijk uit Tanzania. Het Nyakusa wordt geschat op 300.000 sprekers, het Lambya op 45.000 sprekers en het Ndali op 70.000 sprekers.
De talen in deze groep worden alleen gebruikt binnen de bijbehorende etnische groep. Ze lopen niet in elkaar over. De talen zijn niet gedocumenteerd. Rondom Chitipa, binnen een beperkt gebied, worden veel van deze talen naast elkaar gesproken.
Sena
De Sena komen uit Mozambique en hebben zich gevestigd in het zuiden van Malawi. Het aantal sprekers wordt geschat op 270000. Literatuur of documentatie van deze taal is afwezig, daarom is het moeilijk iets te zeggen over de historische migratie van de Sena. De taal is vergelijkbaar met Nyanja.
Ngoni
Het Ngoni is een uitstervende taal. De meeste Ngoni gebruiken nu Chichewa of Tumbuka. De Ngoni waren een onderdeel van de Zulu’s uit Zuid-Afrika. Als gevolg van de dood van een leider en verder interne conflicten hebben ze zich verspreid in verschillende landen en gebieden. De Ngoni waren een militair machtig en agressief volk, maar legden hun taal niet aan hun onderdanen op. Door interculturele contacten en huwelijken met andere volken in Malawi, hebben de Ngoni hun taal niet kunnen behouden.
Kiswahili
De Swahili komen uit de oostkust van Tanzania. Vanaf 1840 was er een handel tussen de Arabieren en de Chewa in ivoor en slaven. De Swahili waren tussenpersonen voor de Arabische handelaren. Ze hadden handelsvestigingen langs Lake Malawi, in deze gebieden is het Swahili in gebruik genomen. Door interculturele contacten ontstond er een nieuwe Chichewa dialect. Dit dialect verschilt aanzienlijk in uitspraak en woordenschat in vergelijk met het dialect in de Shire Highlands.

## Linguïstische classificatie van de talen in Malawi
Er zijn al veel pogingen gedaan om talen binnen de Bantugroep te classificeren. Uit onderzoek blijkt dat talen steeds meer op elkaar gaan lijken naarmate ze meer affiniteit met elkaar krijgen.
Chisenga lijkt tegenwoordig bijvoorbeeld steeds meer op het Tumbuka, omdat ze geografisch gezien naast elkaar liggen. Het Bemba (taal Noord-Zambia) was echter historisch, linguïstisch en cultureel gezien duidelijk verwant aan Chisenga. Het is gebleken dat de historische relaties tussen talen niet zo veel zeggen over overeenkomsten tussen talen. Affiniteit tussen talen heeft te maken met bijvoorbeeld de historische relatie, de geografische ligging, de economische banden etc.
Kortom, in het maken van een classificatie werd er altijd gekeken naar de historische betrekkingen tussen talen, dit blijkt geen gedegen methode voor classificatie, omdat de mate van affiniteit tussen talen veel meer betekent voor de taalontwikkeling.

## Ontstaan van meertaligheid in Malawi
De geschiedenis en de ontwikkelingen in de samenleving en politiek hebben bijgedragen aan de meertaligheid in Malawi.
Tussen de 16e en 18e eeuw werden de centrale en zuidelijke gebieden van Malawi beheerst door de Chewa. De Tumbuka en een paar andere volken heersten in het noorden. De verschillende volken leefden vreedzaam naast elkaar, er was in deze periode geen sprake van integratie en assimilatie tussen volken en talen.
In de 19e eeuw werd Malawi economisch en politiek beheerst door de Yao, de Ngoni en de Britten. Zij beheersten de inheemse etnische groepen.
Nieuw binnenkomende volken namen de taal over van de inheemse volken in Malawi, voor de komst van de Britten in de 19e eeuw. Dit betekende dat de inheemse volken vast bleven houden aan de eigen taal en cultuur. De nieuwe volken waren dan ook kleiner in aantal, maar soms wel politiek, economisch of militair machtiger. Er zijn verschillende redenen te noemen waarom nieuwe volken hun taal aanpasten. De grootte van de inheemse groep, de interculturele huwelijken, de houding van de immigranten of de vriendelijkheid van de inheemse bevolking kunnen redenen zijn van dit taalbehoud van de inheemse bevolking.
De nieuwe volken hebben echter duidelijk hun stempel gedrukt op de Chewa en Tumbuka talen, wat nog steeds terug te vinden is in de verschillende dialecten.
De ontwikkeling van de lingua francas in Malawi kwam voort uit de behoefte voor interculturele communicatie. De lingua francas in Malawi waren hoofdzakelijk Chewa, Tumbuka en Yao. Deze 3 talen waren inheems en ze lagen geografisch goed verspreid over het land. Het gebruik van Yao als lingua franca bracht in het betreffende gebied daarbij een economisch voordeel en een prestige met zich mee (zie Yao).
Het Engels als lingua franca kwam met de komst van de Britse overheersing. Engels werd de voertaal in het overheidsapparaat, het onderwijs en binnen de missie. Het kolonialisme zorgde verder voor een kunstmatige scheiding van taalgroepen door de grenzen van Malawi vast te stellen. De Chewa uit het oosten van Zambia en uit het westen van Mozambique werden gescheiden van de Chewa in Malawi, evenals de Yao en Lomwe met hun volksgenoten in Mozambique en de Tumbuka met hun volksgenoten in Zambia.
In tegenstelling tot de gevolgen van de invasie van andere Afrikaanse groepen in de vorige eeuwen, was de Britse invasie compleet: een Brits bewind over het hele land, verdere verspreiding van lingua francas en de stratificatie tussen Engels en de inheemse talen.
Taalcompetentie in Malawi
Onderzoek wijst uit dat de meeste Malawiërs ongeschoold zijn en zeer beperkt zijn in hun Engelse taalvaardigheid. Minder dan 10% van de Malawiërs begrijpt Engels. Verder onderzoek wijst echter ook uit dat de taalvaardigheid van de moedertaal (native language) onder de stadsjongeren slecht is. Dit betekent dat de jongere generatie de regionale lingua franca spreekt of een mengelmoesje van talen. In de rurale gebieden blijkt de moedertaalvaardigheid echter veel beter te zijn.